# Kolegium jezuitów w Połocku
Kolegium jezuitów w Połocku – uczelnia jezuicka prowadzona w Połocku w latach 1582–1812. 
Kolegium należało do prowincji litewskiej jezuitów, a od 1759 do prowincji mazowieckiej.

## Historia
Kolegium powstało po zwycięstwie Rzeczypospolitej w wojnie z Rosją (1577–1582) i zdobyciu w niej Połocka.
Kolegium powstało z fundacji króla Stefana Batorego. W jego powstaniu czynny udział jako inicjator i organizator brał ks. Piotr Skarga, rektor kolegium wileńskiego. Skarga został też pierwszym rektorem kolegium (1582–1586). W skład majątku kolegium weszły dobra wielu monasterów i cerkwi prawosławnych.
Kolegium powstało na terenie, gdzie ludność w przeważającej mierze była prawosławna. Mieszkały tu też społeczności protestanckie (kalwiniści, socynianie). Katolików było niewielu. W tych warunkach zadaniem kolegium była praca kontrreformacyjna, misyjna wśród prawosławnych oraz szkolnictwo łacińskie. Po unii brzeskiej (1596) w kolegium kształcono również unitów.  
Przez wiele dziesięcioleci kolegium mieściło się w budynkach drewnianych. Płonęło w pożarach w 1633 i 1643. Po tym ostatnim pożarze odbudowano kolegium z murowanym parterem i dwoma drewnianymi piętrami. Kolegium spłonęło ponownie w 1682. Biblioteka znajdująca się na murowanym, sklepionym parterze, ocalała. W 1750 pożar spalił doszczętnie większość budynków kolegium, łącznie z biblioteką i założoną w 1717 apteką. Kolegium odbudowano szybko z drewna, jednocześnie stawiając nowy, całkowicie murowany gmach. 
Po I rozbiorze Połock stał się częścią Imperium Rosyjskiego i dzięki temu kolegium nie zostało rozwiązane wraz z kasatą zakonu jezuitów w 1773. 
W 1812 zostało przekształcone w Akademię Połocką.

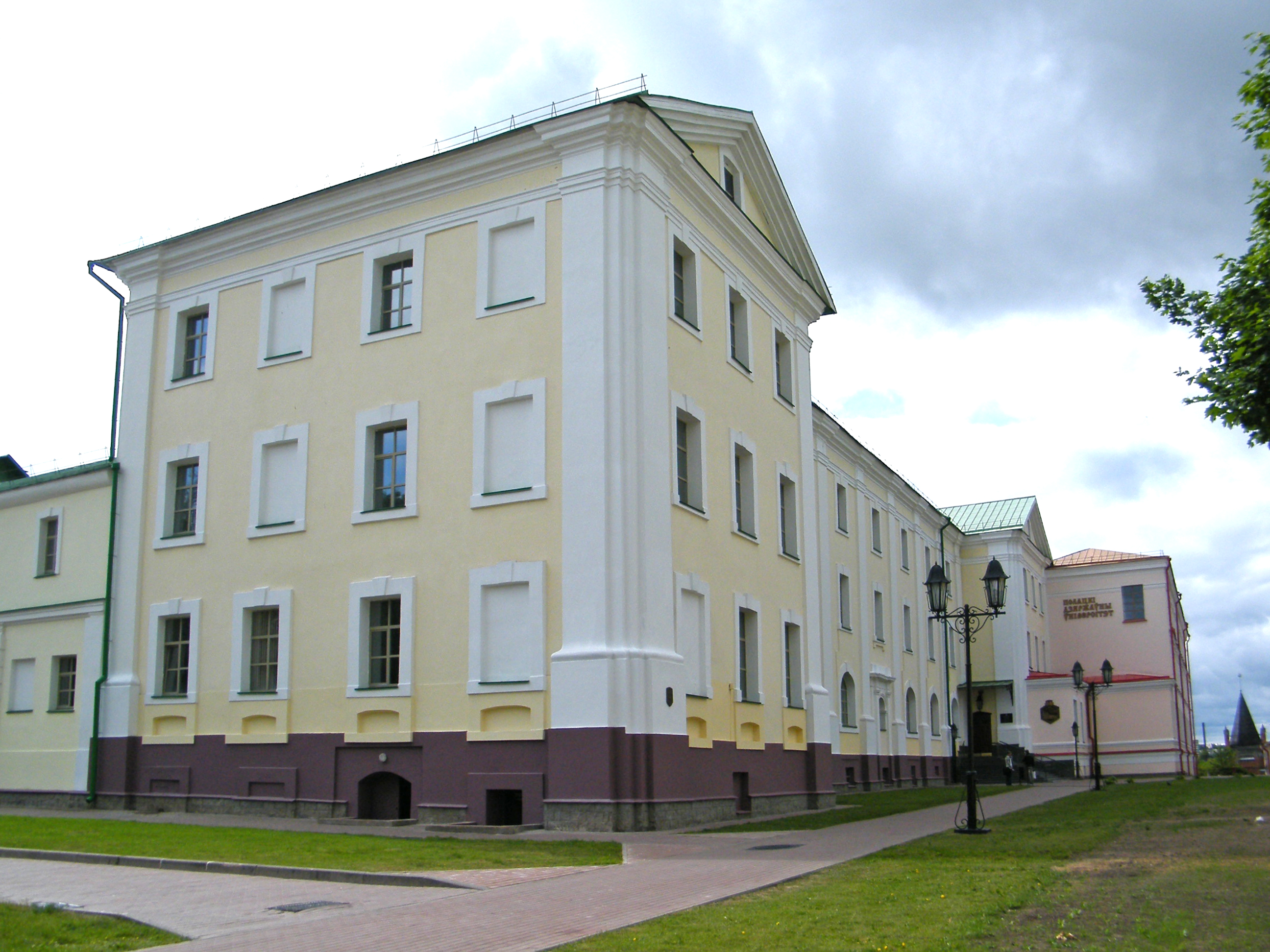
Budynek dawnego kolegium